# Herbero

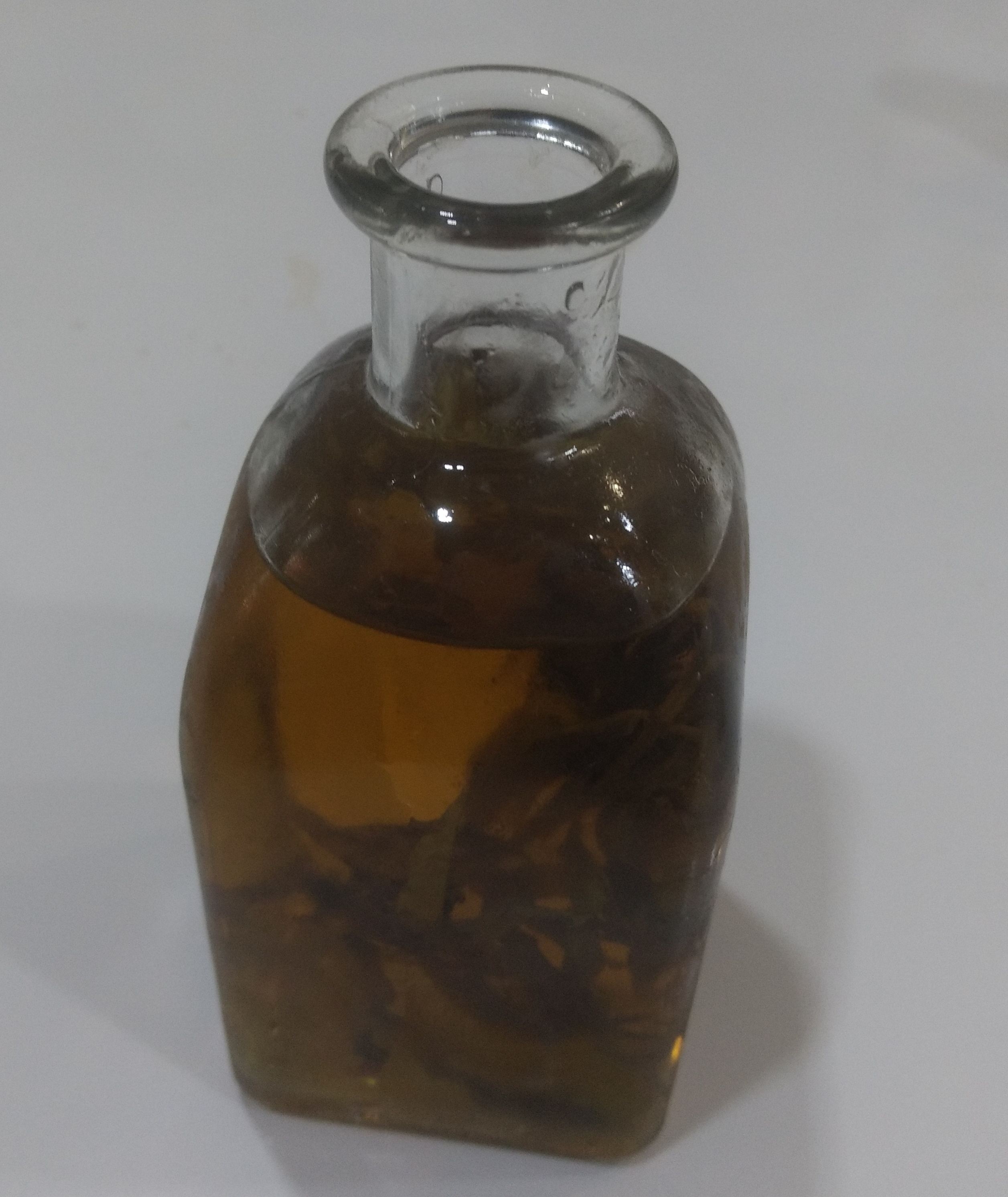
botella de herbero

El herbero es una bebida espirituosa basada en hierbas aromáticas expresamente seleccionadas maceradas en una mezcla de anís (50% dulce y 50% seco). Se elabora en la Sierra de Mariola, al norte de la provincia de Alicante. Esta sierra es famosa por su abundancia en plantas medicinales y aromáticas, una parte de las cuales se aprovechan para la realización de este licor.
Esta bebida se obtiene por la destilación o maceración de las plantas recolectadas en la sierra y un alcohol neutro de entre 22% y 40% de grado alcohólico obteniéndose una bebida con una coloración que puede ser transparente, o variar del amarillo al verde claro o al rojo.
Las plantas utilizadas en la elaboración habrán de ser como mínimo cuatro de las siguientes: salvia, manzanilla, poleo, hierba luisa, raíz de cardo santo, menta piperita, rabo de gato, Santònica (Hierba de San Blas), hinojo, anís, melisa, agrimonia, ajedrea, zamarrilla, hierba de San Guillermo, tomillo, timó reial y cantueso.
Su elaboración está regulada por la denominación de origen bebidas espirituosas de Alicante junto con la del anís paloma, el café licor y el cantueso
Como curiosidad, es la bebida preferida del "tío Pep" y de toda "L'Alqueria Blanca". Es una bebida tradicional de los moros y cristianos.